# Grand Prix automobile des États-Unis 1971
Résultats du Grand Prix automobile des États-Unis 1971 de Formule 1 qui a eu lieu sur le circuit de Watkins Glen le 3 octobre 1971.

## Classement
| Pos  | N° | Pilote               | Écurie           | Tours | Temps/Abandon       | Grille | Points |
| ---- | -- | -------------------- | ---------------- | ----- | ------------------- | ------ | ------ |
| 1    | 9  | François Cevert      | Tyrrell-Ford     | 59    | 1 h 43 min 51 s 991 | 5      | 9      |
| 2    | 14 | Jo Siffert           | BRM              | 59    | + 40 s 062          | 6      | 6      |
| 3    | 25 | Ronnie Peterson      | March-Ford       | 59    | + 44 s 070          | 11     | 4      |
| 4    | 16 | Howden Ganley        | BRM              | 59    | + 56 s 749          | 12     | 3      |
| 5    | 8  | Jackie Stewart       | Tyrrell-Ford     | 59    | + 1 min 00 s 003    | 1      | 2      |
| 6    | 5  | Clay Regazzoni       | Ferrari          | 59    | + 1 min 16 s 426    | 4      | 1      |
| 7    | 22 | Graham Hill          | Brabham-Ford     | 58    | + 1 tour            | 18     |        |
| 8    | 12 | Jean-Pierre Beltoise | Matra            | 58    | + 1 tour            | 10     |        |
| 9    | 15 | Peter Gethin         | BRM              | 58    | + 1 tour            | 21     |        |
| 10   | 31 | David Hobbs          | McLaren-Ford     | 58    | + 1 tour            | 22     |        |
| 11   | 27 | Andrea de Adamich    | March-Alfa Romeo | 57    | + 2 tours           | 26     |        |
| 12   | 11 | Chris Amon           | Matra            | 57    | + 2 tours           | 8      |        |
| 13   | 17 | Helmut Marko         | BRM              | 57    | + 2 tours           | 16     |        |
| 14   | 28 | John Cannon          | BRM              | 56    | + 3 tours           | 24     |        |
| 15   | 20 | Mike Hailwood        | Surtees-Ford     | 54    | Accident            | 14     |        |
| 16   | 29 | Jo Bonnier           | McLaren-Ford     | 54    | Panne d'essence     | 28     |        |
| 17   | 18 | John Surtees         | Surtees-Ford     | 54    | + 5 tours           | 13     |        |
| Nc.  | 33 | Skip Barber          | March-Ford       | 52    | Non classé          | 25     |        |
| Abd. | 32 | Jacky Ickx           | Ferrari          | 49    | Alternateur         | 7      |        |
| Nc.  | 2  | Emerson Fittipaldi   | Lotus-Ford       | 49    | Non classé          | 2      |        |
| Nc.  | 30 | Pete Lovely          | Lotus-Ford       | 49    | Non classé          | 29     |        |
| Abd. | 7  | Denny Hulme          | McLaren-Ford     | 47    | Accident            | 3      |        |
| Abd. | 23 | Tim Schenken         | Brabham-Ford     | 41    | Moteur              | 15     |        |
| Abd. | 24 | Chris Craft          | Brabham-Ford     | 30    | Suspension          | 27     |        |
| Abd. | 21 | Henri Pescarolo      | March-Ford       | 23    | Moteur              | 20     |        |
| Abd. | 26 | Nanni Galli          | March-Ford       | 11    | Roue                | 23     |        |
| Abd. | 3  | Reine Wisell         | Lotus-Ford       | 5     | Freins              | 9      |        |
| Abd. | 10 | Peter Revson         | Tyrrell-Ford     | 1     | Embrayage           | 19     |        |

Légende :
- Abd.=Abandon

## Pole position et record du tour
- Pole position : Jackie Stewart en 1 min 42 s 642 (vitesse moyenne : 190,624 km/h).
- Tour le plus rapide : Jacky Ickx en 1 min 43 s 474 au 43e tour (vitesse moyenne : 189,091 km/h).

## Tours en tête
- Jackie Stewart : 13 (1-13)
- François Cevert : 46 (14-59)

## À noter
- 1re victoire pour François Cevert et première victoire d'un pilote français en Formule 1 depuis Maurice Trintignant au GP de Monaco 1958.
- 7e victoire pour Tyrrell en tant que constructeur.
- 41e victoire pour Ford Cosworth en tant que motoriste.